# Liste der Kulturdenkmäler in Ediger-Eller
In der Liste der Kulturdenkmäler in Ediger-Eller sind alle Kulturdenkmäler der rheinland-pfälzischen Ortsgemeinde Ediger-Eller mit den Ortsteilen Ediger und Eller aufgeführt. Grundlage ist die Denkmalliste des Landes Rheinland-Pfalz (Stand: 21. September 2023).

## Denkmalzonen
| Bezeichnung                                    | Lage | Baujahr         | Beschreibung | Bild                           |
| ---------------------------------------------- | --- | --------------- | --- | ------------------------------ |
| Denkmalzone Ortskern Ediger                    | Eulenstraße 1–12 (alle Nummern); Hochstraße 1–37 (alle Nummern, ohne Nr. 16); Kapellenstraße 1–23 (alle Nummern); Kirchstraße 1–13 und 2–18; Klepperstraße 1–7 (alle Nummern); Kuhgasse 1; Moselweinstraße 7–27 (alle Nummern); Nikolausstraße 1–14 (alle Nummern); Oberbachstraße 1–30 (alle Nummern); Paulusstraße 1–7 (alle Nummern); Pelzerstraße 1–22 (alle Nummern); Pützstraße 1–14 (alle Nummern); Raiffeisenstraße 2–9 (alle Nummern); Rathausstraße 1–16 (alle Nummern); Unterbachstraße 1–15 (alle Nummern) Lage |                 | überlieferter historischer Ortsgrundriss eines Fährgassendorfes, mindestens seit der ersten Hälfte des 19. Jahrhunderts unverändert; erhaltene Stadtmauer mit Graben, zum Teil erhaltene Türme und Tore; selten dichter Baubestand aus der Zeit des Spätmittelalters bis in das frühe 20. Jahrhundert, vor allem ein- bis zweigeschossige Fachwerkhäuser und Schieferbruchsteinbauten, teils bemerkenswert schmuckhaft; repräsentative, öffentliche Funktionsbauten; die Wirtschaftsgeschichte des Ortes und der Region repräsentierende Winzerhofanlagen und Kelterhäuser; erhaltene historische Dachlandschaft mit schiefergedeckten Sattel- und Krüppelwalmdächern                                                          | Fotos hochladen                |
| Denkmalzone Hochstraße 5                       | Ediger, Hochstraße 5 Lage | 17. Jahrhundert | dreigeschossiges Fachwerkhaus, teilweise massiv, verputzt, 17. Jahrhundert; ortsbildprägend | BW                             |
| Denkmalzone Katholische Pfarrkirche St. Martin | Ediger, Kirchstraße Lage | um 1506         | zweischiffige Halle, um 1506–12/18, über Substruktionen, Sakristei aus dem 16. Jahrhundert, Erweiterung 1951/52 nach Plänen von Willy Weyres, Köln; außen: Taufbecken, um 1100; Kreuz, Ende des 15. Jahrhunderts; vier Grabkreuze bzw. Fragmente davon, von 1588 bis uns 18. Jahrhundert außen vermauert; bauliche Gesamtanlage mit Friedhof: alte Mauer, fünf Grabkreuze, Gusseisen, Ende des 19. Jahrhunderts, Rheinböllener Hütte | weitere Bilder Fotos hochladen |
| Denkmalzone „Stadtmauer Ediger“                | Ediger | 1362            | 1362 Erlaubnis zur Ortsbefestigung, 1459 erstmals erwähnt; erhalten von der rechteckigen Ummauerung (bergseitig von Pfarrkirche bis Lohmühle) Mauer an der Hochstraße; Tor an der Kirche, an der Bergseite Schießscharten sowie Reste eines halbrunden Turms; an der Nordostecke halbrunder Schalenturm „Vinum bonum“; die Mauer läuft parallel zur Kapellenstraße zum „Unteren Turm“ in Höhe der Meinharduskapelle; an der Westseite von Moselstraße 18/19 Stadttor mit spätgotischem Portal, Haus der Bäckerzunft und der St.-Anna-Bruderschaft, 1567; Nr. 19 Bogenfriese, spätmittelalterliches Portal; zweiter Turm an Moselstraße, dort auch Stadtmauerreste, in deren Verlauf an der Oberbachstraße weiterer Schalenturm | Fotos hochladen                |

## Einzeldenkmäler
| Bezeichnung                          | Lage                                                                | Baujahr                                       | Beschreibung | Bild                                    |
| ------------------------------------ | ------------------------------------------------------------------- | --------------------------------------------- | --- | --------------------------------------- |
| Kreuzwegstation                      | Bergstraße Lage                                                     | 1762                                          | barocke Kreuzwegstation, Bildstocktyp, 1762; Teil des Kreuzwegs zur Kreuzkapelle | Fotos hochladen                         |
| Bildstock                            | Ediger, Bergstraße, hinter dem Friedhof Lage                        | 18. Jahrhundert                               | Bildstock mit Kreuzigungsgruppe, 18. Jahrhundert | BW                                      |
| Klausener Hof                        | Ediger, Eulenstraße 5 Lage                                          | 16. Jahrhundert                               | dreigeschossiges Fachwerkhaus, teilweise massiv, verputzt, im Kern aus dem 16. Jahrhundert | BW                                      |
| Wohnhaus                             | Ediger, Eulenstraße 12 Lage                                         | erstes Viertel des 20. Jahrhunderts           | Putzbau, erstes Viertel des 20. Jahrhunderts, Mansarddach mit Zwerchhaus | BW                                      |
| Wohnhaus                             | Ediger, Hochstraße 1 Lage                                           | 1549                                          | Fachwerkhaus, teilweise massiv, Krüppelwalmdach, bezeichnet 1549 | weitere Bilder Fotos hochladen          |
| Brunnen                              | Ediger, Hochstraße, bei Nr. 2 Lage                                  |                                               | Brunnen, vermutlich um 1900 | Fotos hochladen                         |
| Hof der Abtei Steinfeld              | Ediger, Hochstraße 4 Lage                                           | 18. Jahrhundert                               | barocker Mansardwalmdachbau, 18. Jahrhundert | BW                                      |
| Wohnhaus                             | Ediger, Hochstraße 9 Lage                                           | 16. Jahrhundert                               | Fachwerkhaus, teilweise massiv, im Kern aus dem 16. Jahrhundert | BW                                      |
| Wohnhaus                             | Ediger, Hochstraße 14 Lage                                          | 16. Jahrhundert                               | Fachwerkhaus, teilweise massiv, Krüppelwalmdach, 16. Jahrhundert, Veränderungen im 17. oder 18. Jahrhundert | Fotos hochladen                         |
| Wohnhaus                             | Ediger, Hochstraße 16 Lage                                          | 16. Jahrhundert                               | Fachwerkhaus, teilweise massiv, im Kern wohl aus dem 16. Jahrhundert, Umbau im 18. Jahrhundert | Fotos hochladen                         |
| Wohnhaus                             | Ediger, Hochstraße 18 Lage                                          | Ende des 16. Jahrhunderts                     | Fachwerkhaus, teilweise massiv, Mansardwalmdach, bezeichnet 1826, im Kern vom Ende des 16. Jahrhunderts, Ausbau im 18. Jahrhundert | Fotos hochladen                         |
| Wappen                               | Ediger, Hochstraße, zu Nr. 18 Lage                                  |                                               | Wappen in der Mauer an der Rathausstraße | BW                                      |
| Wohnhaus                             | Ediger, Hochstraße 19 Lage                                          | Anfang des 20. Jahrhunderts                   | Winzerhaus; Bruchsteinbau, Anfang des 20. Jahrhunderts | BW                                      |
| Wohnhaus                             | Ediger, Hochstraße 20 Lage                                          | 16. oder 17. Jahrhundert                      | Fachwerkhaus, teilweise massiv, verputzt, abgewalmtes Mansarddach, bezeichnet 1812, im Kern wohl aus dem 16. oder 17. Jahrhundert | Fotos hochladen                         |
| Gasthaus                             | Ediger, Hochstraße 24 Lage                                          | 1825                                          | ehemaliges Gasthaus „Christoffel“, bezeichnet 1825; Tanzsaal von 1899 | BW                                      |
| Wohnhaus                             | Ediger, Hochstraße 28 Lage                                          | 1628                                          | Fachwerkhaus, teilweise massiv, Krüppelwalmdach, bezeichnet 1628 | weitere Bilder Fotos hochladen          |
| Wohnhaus                             | Ediger, Hochstraße 30 Lage                                          | 18. Jahrhundert                               | Fachwerkhaus, teilweise massiv, verputzt, 18. Jahrhundert, im Kern wohl älter | Fotos hochladen                         |
| Wohnhaus                             | Ediger, Hochstraße 35 Lage                                          | 1735                                          | dreigeschossiges Fachwerkhaus, teilweise massiv, verputzt, abgewalmtes Mansarddach, bezeichnet 1735 und 1783/85; Nebengebäude mit gotischen Spolien, ehemaliges Kelterhaus mit Fachwerk, teilweise massiv, Krüppelwalmdach, bezeichnet 1699               | weitere Bilder Fotos hochladen          |
| Wohnhaus                             | Ediger, Hochstraße 37 Lage                                          | 1614                                          | Fachwerkhaus, teilweise massiv, bezeichnet 1614, im Kern wohl älter | BW                                      |
| Wohnhaus                             | Ediger, Kapellenstraße 6 Lage                                       | 17. Jahrhundert                               | Fachwerkhaus, teilweise massiv, verputzt, Krüppelwalmdach, 17. Jahrhundert | BW                                      |
| Wohnhaus                             | Ediger, Kapellenstraße 8 Lage                                       | 16. Jahrhundert                               | Fachwerkhaus, teilweise massiv, 16. Jahrhundert, Anbau im 19. Jahrhundert | BW                                      |
| Meinradskapelle                      | Ediger, Kapellenstraße, Ecke Moselweinstraße Lage                   | 1666/67                                       | Wallfahrtskapelle der Muttergottes von Einsiedeln, gestaffelter Saalbau, bezeichnet 1666/67 | weitere Bilder Fotos hochladen          |
| Skulptur                             | Ediger, Kirchstraße                                                 | 18. Jahrhundert                               | Skulptur des Christus Salvator, 18. Jahrhundert, in Mauer eingelassen | Direkt Bild zu diesem Denkmal hochladen |
| Wohnhaus                             | Ediger, Kirchstraße 2 Lage                                          | 17. Jahrhundert                               | Massivbau, teilweise Fachwerk, Schopfwalmdach, 17. Jahrhundert (?) | BW                                      |
| Wohnhaus                             | Ediger, Kirchstraße 4 Lage                                          | 18. Jahrhundert                               | barocker Putzbau, 18. Jahrhundert | BW                                      |
| Dauner Hof                           | Ediger, Kirchstraße 10 Lage                                         | frühes 16. Jahrhundert                        | dreigeschossiges Fachwerkhaus, teilweise massiv, frühes 16. Jahrhundert; Brückentor über die Kirchstraße, Fachwerk, 16. Jahrhundert | Fotos hochladen                         |
| Springiersbacher Hof                 | Ediger, Kirchstraße 15 Lage                                         | 18. Jahrhundert                               | Weingut; Bruchsteinhaus mit Mansarddach, 18. Jahrhundert; Toreinfahrt, Brunnen | weitere Bilder Fotos hochladen          |
| Wohnhaus                             | Ediger, Moselweinstraße 11 Lage                                     | 1657                                          | dreigeschossiges reiches Fachwerkhaus, teilweise massiv, Krüppelwalmdach, bezeichnet 1657 | Fotos hochladen                         |
| Wohnhaus                             | Ediger, Moselweinstraße 12 Lage                                     | 16. Jahrhundert                               | dreigeschossiges Fachwerkhaus, teilweise massiv, 16. Jahrhundert | Fotos hochladen                         |
| Kurfürstliches Amtshaus              | Ediger, Moselweinstraße 13 Lage                                     | 1515                                          | dreigeschossiges Fachwerkhaus, teilweise massiv, bezeichnet 1515, Wappenschild des Erzbischofs Richard von Greiffenklau zu Vollrads (1511–31) | Fotos hochladen                         |
| Alte Bürgermeisterei                 | Ediger, Moselweinstraße 20 Lage                                     | um 1870/80                                    | stattlicher Bruchsteinbau, um 1870/80 | Fotos hochladen                         |
| Wohnhaus                             | Ediger, Moselweinstraße, zu Nr. 23 Lage                             | Mitte oder zweite Hälfte des 17. Jahrhunderts | dreigeschossiges Fachwerkhaus, teilweise massiv, Mitte oder zweite Hälfte des 17. Jahrhunderts | BW                                      |
| Wohnhaus                             | Ediger, Nikolausstraße 5 Lage                                       | 16. Jahrhundert                               | dreigeschossiges Fachwerkhaus, teilweise massiv, verputzt, 16. Jahrhundert | BW                                      |
| Wohnhaus                             | Ediger, Nikolausstraße 7 Lage                                       | 16. Jahrhundert                               | Fachwerkhaus, teilweise massiv, Ständerbau, 16. Jahrhundert | Fotos hochladen                         |
| Wohnhaus                             | Ediger, Nikolausstraße 14 Lage                                      | 1614                                          | Fachwerkhaus, teilweise massiv, verputzt, bezeichnet 1614, wohl später erweitert | Fotos hochladen                         |
| Wohnhaus                             | Ediger, Oberbachstraße 1 Lage                                       | 1582                                          | Massivbau, bezeichnet 1582, rückwärtig Fachwerkhaus, teilweise massiv, bezeichnet 1600 | Fotos hochladen                         |
| Wohnhaus                             | Ediger, Oberbachstraße 3 Lage                                       | 17. Jahrhundert                               | Fachwerkhaus, verputzt, 17. Jahrhundert | BW                                      |
| Wohnhaus                             | Ediger, Oberbachstraße 4 Lage                                       | 1623                                          | dreigeschossiges reiches Fachwerkhaus, teilweise massiv, bezeichnet 1623 | Fotos hochladen                         |
| Templerhof                           | Ediger, Oberbachstraße 10 Lage                                      | 16. Jahrhundert                               | U-förmige Anlage; Fachwerkhaus, verputzt, Anfang des 19. Jahrhunderts; Putzbau mit Renaissanceturm, bezeichnet 1584; sogenanntes Sälchen, Putzbau, 16. Jahrhundert; Scheune                                                                               | Fotos hochladen                         |
| Wohnhaus                             | Ediger, Oberbachstraße 12 Lage                                      | 182[x]                                        | Bruchsteinbau, bezeichnet 182[x] | BW                                      |
| Wohnhaus                             | Ediger, Oberbachstraße, hinter Nr. 15 Lage                          | 1580                                          | Bruchsteinbau verputzt, bezeichnet 1580 | BW                                      |
| Wohnhaus                             | Ediger, Oberbachstraße, hinter Nr. 16 Lage                          |                                               | gotisches Haus, Massivbau; an der Paulusstraße gelegen | Fotos hochladen                         |
| Wohnhaus                             | Ediger, Oberbachstraße 17 Lage                                      | 16. Jahrhundert                               | Fachwerkhaus, teilweise massiv, verputzt, 16. Jahrhundert | BW                                      |
| Wohnhaus                             | Ediger, Oberbachstraße 18 Lage                                      | 16. Jahrhundert                               | Fachwerkhaus, teilweise massiv, Krüppelwalmdach, 16. Jahrhundert | BW                                      |
| Wohnhaus                             | Ediger, Oberbachstraße 19 Lage                                      | 16. Jahrhundert                               | Fachwerkhaus, teilweise massiv, im Kern aus dem 16. Jahrhundert, Kniestock aus dem 19. Jahrhundert | Fotos hochladen                         |
| Wohnhaus                             | Ediger, Oberbachstraße 20 Lage                                      | 16. Jahrhundert                               | dreigeschossiges Fachwerkhaus, teilweise massiv, verputzt, im Kern wohl aus dem 16. Jahrhundert, Aufstockung im 19. Jahrhundert | Fotos hochladen                         |
| Wohnhaus                             | Ediger, Oberbachstraße 22 Lage                                      | 16. oder 17. Jahrhundert                      | Fachwerkhaus, teilweise massiv, verkleidet, im Kern wohl aus dem 16. oder 17. Jahrhundert | BW                                      |
| Relief                               | Ediger, Oberbachstraße, an Nr. 24 Lage                              | 18. Jahrhundert                               | Nischenrelief des Hl. Petrus, 18. Jahrhundert, an Nebengebäude | BW                                      |
| Wohnhaus                             | Ediger, Paulusstraße 1 Lage                                         | 1517                                          | Fachwerkhaus, teilweise massiv, Ständerbau, Krüppelwalmdach, bezeichnet 1517 | BW                                      |
| Relief                               | Ediger, Paulusstraße, an Nr. 2 Lage                                 | 18. Jahrhundert                               | Nischenrelief, 18. Jahrhundert, in der Hofmauer | Fotos hochladen                         |
| Hof des Trierer Dompropstes          | Ediger, Paulusstraße 7 Lage                                         | 18. Jahrhundert                               | barockes Fachwerkhaus, teilweise massiv, abgewalmtes Mansarddach, 18. Jahrhundert | Fotos hochladen                         |
| Wohnhaus                             | Ediger, Pelzerstraße 1 Lage                                         | 1623                                          | dreigeschossiges Fachwerkhaus, teilweise massiv, Krüppelwalmdach, bezeichnet 1623, im Kern älter | Fotos hochladen                         |
| Wohnhaus                             | Ediger, Pelzerstraße 4 Lage                                         | 18. Jahrhundert                               | stattliches Fachwerkhaus, teilweise massiv, 18. Jahrhundert, im Kern wohl älter | Fotos hochladen                         |
| Wohnhaus                             | Ediger, Pelzerstraße 6 Lage                                         | 16. oder 17. Jahrhundert                      | Putzbau, 16. oder 17. Jahrhundert | BW                                      |
| Wohnhaus                             | Ediger, Pelzerstraße 14 Lage                                        | 19. Jahrhundert                               | Putzbau mit Fachwerk, Kelterhaus und Stall, 19. Jahrhundert | Fotos hochladen                         |
| Wohnhaus                             | Ediger, Pelzerstraße 22 Lage                                        | zweite Hälfte des 16. Jahrhunderts            | dreigeschossiges Fachwerkhaus, teilweise massiv, Krüppelwalmdach, zweite Hälfte des 16. Jahrhunderts | Fotos hochladen                         |
| Wohnhaus                             | Ediger, Pützstraße 5 Lage                                           | 17. Jahrhundert                               | Fachwerkhaus, teilweise massiv, Krüppelwalmdach, 17. Jahrhundert | Fotos hochladen                         |
| Wohnhaus                             | Ediger, Pützstraße 7 Lage                                           | 18. Jahrhundert                               | Fachwerkhaus, teilweise massiv, Mansarddach, 18. Jahrhundert | BW                                      |
| Wohnhaus                             | Ediger, Raiffeisenstraße 7 Lage                                     | 16. Jahrhundert                               | dreigeschossiges Fachwerkhaus, teilweise massiv, 16. Jahrhundert | BW                                      |
| Wohnhaus                             | Ediger, Raiffeisenstraße 9 Lage                                     | 18. Jahrhundert                               | Fachwerkhaus, teilweise massiv, verputzt, 18. Jahrhundert; angrenzend Massivbau über Bogenfries | BW                                      |
| Wohnhaus                             | Ediger, Rathausstraße 1 Lage                                        | 17. Jahrhundert                               | Fachwerkhaus, teilweise massiv, Krüppelwalmdach, 17. Jahrhundert; Fachwerkanbau aus dem 18. Jahrhundert | BW                                      |
| ehemalige Synagoge                   | Ediger, Rathausstraße, zwischen Nr. 3 und 5 Lage                    | Mitte des 19. Jahrhunderts                    | kleiner Putzbau, Spitzbogenöffnungen, Mitte des 19. Jahrhunderts | weitere Bilder Fotos hochladen          |
| Wohnhaus                             | Ediger, Rathausstraße 9 Lage                                        | 16. Jahrhundert                               | Fachwerkhaus, teilweise massiv, reliefiertes spätgotisches Portal, 16. Jahrhundert | BW                                      |
| Wohnhaus                             | Ediger, Rathausstraße 13 Lage                                       | 16. Jahrhundert                               | Fachwerkhaus, teilweise massiv, verputzt, im Kern aus dem 16. Jahrhundert | BW                                      |
| Wohnhaus                             | Ediger, Unterbachstraße 2 Lage                                      | 17. Jahrhundert                               | Fachwerkhaus, teilweise massiv, im Kern wohl aus dem 17. Jahrhundert, Kniestock aus dem 19. Jahrhundert | Fotos hochladen                         |
| Wohnhaus                             | Ediger, Unterbachstraße 7 Lage                                      | 16. oder 17. Jahrhundert                      | Fachwerkhaus, teilweise massiv, wohl aus dem 16. oder 17. Jahrhundert | Fotos hochladen                         |
| Wegekreuz                            | Ediger, Unterbachstraße, bei Nr. 14 Lage                            | 1667                                          | Wegekreuz, bezeichnet 1667 | Fotos hochladen                         |
| Kapelle                              | Ediger, nördlich des Ortes                                          | 19. Jahrhundert                               | Kapelle, kleiner Putzbau, 19. Jahrhundert | Direkt Bild zu diesem Denkmal hochladen |
| Kreuzkapelle mit Kreuzweg            | Ediger, nördlich des Ortes Lage                                     | 1498                                          | barocker Kreuzweg, 15 Stationen; Kreuzwegstation, etliche bezeichnet 1762; Kreuzkapelle, Saalbau, bezeichnet 1498, Erweiterung 1704–07 | Fotos hochladen                         |
| Pehrkapelle                          | Ediger, nördlich des Ortes im Pehrtal Lage                          | 18. Jahrhundert                               | Marienkapelle, im Kern vermutlich aus dem 18. Jahrhundert, im 19. oder frühen 20. Jahrhundert umgebaut | BW                                      |
| Wegekreuz                            | Ediger, östlich des Ortes im Wingert an der B 49 Lage               | 1783                                          | Wegekreuz, bezeichnet 1783 | Fotos hochladen                         |
| Aussichtspavillon                    | Ediger, südlich des Ortes auf dem gegenüberliegenden Moselufer Lage |                                               | Aussichtspavillon, Holzbau | BW                                      |
| Heiligenhäuschen                     | Ediger, südöstlich des Ortes an der B 49                            | 1788                                          | Relief mit Kreuzigungsgruppe, bezeichnet 1788 | Direkt Bild zu diesem Denkmal hochladen |
| Wegekreuz                            | Ediger, südöstlich des Ortes an der B 49                            | 1835                                          | Wegekreuz, bezeichnet 1835 | Direkt Bild zu diesem Denkmal hochladen |
| Wohnturm Hofgut Lehmen               | Ediger, südöstlich des Ortes an der B 49 beim Hofgut Lehmen Lage    | 1233/34                                       | Ruine eines romanischen Wohnturms, dendrodatiert 1233/34 | Fotos hochladen                         |
| Katholische Pfarrkirche St. Hilarius | Eller, Bachstraße Lage                                              | zweite Hälfte des 17. Jahrhunderts            | romanischer Westturm, spätgotischer Helm, gotisierender Chor, wohl aus der zweiten Hälfte des 17. Jahrhunderts, barocker Saalbau, bezeichnet 1718 | Fotos hochladen                         |
| Portal                               | Eller, Bachstraße, an Nr. 13 Lage                                   | um 1828                                       | Oberlichttür, um 1828 | BW                                      |
| Portal                               | Eller, Bachstraße, an Nr. 15 Lage                                   | um 1817                                       | Oberlichttür, um 1817 | BW                                      |
| Schulhaus                            | Eller, Bachstraße 16 Lage                                           | Ende des 19. Jahrhunderts                     | ehemalige Schule; Bruchsteinbau mit Fachwerkanbau, Ende des 19. Jahrhunderts | BW                                      |
| Straßenkapelle                       | Eller, Bachstraße, vor Nr. 18 Lage                                  | 1784                                          | Straßenkapelle; offene Holzkonstruktion, bezeichnet 1784; Missionskreuz, bezeichnet 1733; Brunnenstock, Ende des 18. Jahrhunderts | Fotos hochladen                         |
| Zehnthaus                            | Eller, Bachstraße 19 Lage                                           | 16. oder 17. Jahrhundert                      | Massivbau, 16. oder 17. Jahrhundert, rückseitig Schildgiebel; stark verändert | Fotos hochladen                         |
| Pfarrhaus                            | Eller, Bachstraße 21 Lage                                           | 1903                                          | ehemaliges Pfarrhaus; dreigeschossiges Fachwerkhaus, teilweise massiv und verschiefert, bezeichnet 1903 | BW                                      |
| Katholische Rochuskapelle            | Eller, Bachstraße, gegenüber Nr. 21 Lage                            | um 1500                                       | barocker Saalbau, dreiseitiger Schluss um 1500; Grabkreuz, bezeichnet 1733 | Fotos hochladen                         |
| Wohnhaus                             | Eller, Brunnenstraße 17 Lage                                        | 16. Jahrhundert                               | Fachwerkhaus, teilweise massiv, im Kern aus dem 16. Jahrhundert; dreigeschossiges Fachwerkhaus, teilweise massiv, älterer Kern, Aufstockung im 19. Jahrhundert                                                                                            | BW                                      |
| Wohnhaus                             | Eller, Brunnenstraße 18 Lage                                        | 17. Jahrhundert                               | Fachwerkhaus, teilweise massiv, verputzt, 17. Jahrhundert | BW                                      |
| Wohnhaus                             | Eller, Brunnenstraße 30 Lage                                        | 16. Jahrhundert                               | Fachwerkhaus, teilweise massiv, Ständerbau, 16. Jahrhundert | BW                                      |
| Wohnhaus                             | Eller, Brunnenstraße 31 Lage                                        |                                               | kleiner, von der Straße abgerückter, im Kern spätgotischer Massivbau | BW                                      |
| Fenstergewände                       | Eller, Brunnenstraße, an Nr. 33 Lage                                |                                               | gotische Fenstergewände | BW                                      |
| Kellerportal                         | Eller, Brunnenstraße, an Nr. 39 Lage                                | 1580                                          | Kellerportal, bezeichnet 1580 | BW                                      |
| Pyrmonter Hof                        | Eller, Brunnenstraße 43 Lage                                        | 1578                                          | Zweiflügelbau, Treppenturm, bezeichnet 1578 und 1582 | BW                                      |
| Freidthof                            | Eller, Moselweinstraße 60 Lage                                      | 1641                                          | ehemalige kurfürstliche Kellnerei; spätmittelalterlicher Massivbau, teilweise Fachwerk, bezeichnet 1641, Veränderungen bis ins 19. Jahrhundert; Kelterhaus, Fachwerkbau, teilweise massiv, bezeichnet 1585; Takenplattensammlung, 16. und 17. Jahrhundert | Fotos hochladen                         |
| Wohnhaus                             | Eller, Moselweinstraße 62 Lage                                      | 1531/32                                       | dreigeschossiges Fachwerkhaus, teilweise massiv, Krüppelwalmdach, bezeichnet 1556, dendrodatiert 1531/32 | BW                                      |
| Villa                                | Eller, Moselweinstraße 67 Lage                                      | um 1900                                       | Winzervilla; Bruchsteinbau, um 1900 | BW                                      |
| Villa                                | Eller, Moselweinstraße 80 Lage                                      | 1879                                          | Villa; Bruchsteinbau mit Turm, bezeichnet 1879 | Fotos hochladen                         |
| Wohnhaus                             | Eller, Neustraße 14 Lage                                            | 16. oder 17. Jahrhundert                      | Fachwerkhaus, teilweise massiv, 18. Jahrhundert, im Kern wohl aus dem 16. oder 17. Jahrhundert | BW                                      |
| Kellerei Eller                       | Eller, Plattertstraße, gegenüber Nr. 1 Lage                         | 1913                                          | eingeschossiges Kellereigebäude, Jugendstil, bezeichnet 1913 | BW                                      |
| Wohnhaus                             | Eller, Plattertstraße 8 Lage                                        | 16. Jahrhundert                               | Fachwerkhaus, teilweise massiv, im Obergeschoss gekreuzte Streben an den Eck- und Bundständern, Krüppelwalmdach, 16. Jahrhundert | BW                                      |
| Wohnhaus                             | Eller, St. Jakobstraße 3/5 Lage                                     | 19. Jahrhundert                               | dreiflügeliges Doppelhaus, Bruchstein, 19. Jahrhundert | Fotos hochladen                         |
| Wohnhaus                             | Eller, St. Jakobstraße 15 Lage                                      | 18. Jahrhundert                               | Fachwerkhaus, teilweise massiv, 18. Jahrhundert | BW                                      |
| Wohnhaus                             | Eller, Uckertstraße 12 Lage                                         | 18. Jahrhundert                               | Putzbau, 18. Jahrhundert (?) | BW                                      |
| Wohnhaus                             | Eller, Uckertstraße 16 Lage                                         | 18. oder 19. Jahrhundert                      | Fachwerkhaus, teilweise massiv, 18. oder 19. Jahrhundert | BW                                      |
| Portal des Kaiser-Wilhelm-Tunnels    | Eller, nördlich des Ortes Lage                                      | 1877                                          | Tunnelportal, Sandsteinquader, bezeichnet 1877 | Fotos hochladen                         |

## Ehemalige Kulturdenkmäler
| Bezeichnung | Lage                           | Baujahr                  | Beschreibung | Bild |
| ----------- | ------------------------------ | ------------------------ | --- | ---- |
| Kelterhaus  | Ediger, Kuhgasse 1 Lage        | 19. Jahrhundert          | Kelterhaus, Bruchsteinbau, teilweise Fachwerk, wohl aus dem 19. Jahrhundert; aus Denkmalliste gelöscht                  | BW   |
| Wohnhaus    | Ediger, Paulusstraße 3 Lage    | 17. oder 18. Jahrhundert | großer Mansarddachbau, abgewalmt, im Kern wohl barock, Veränderungen in den 1920/30er Jahren; aus Denkmalliste gelöscht | BW   |
| Wohnhaus    | Ediger, Unterbachstraße 5 Lage | 17. oder 18. Jahrhundert | Massivbau, 17. oder 18. Jahrhundert; aus Denkmalliste gelöscht                                                          | BW   |
| Wohnhaus    | Eller, Bachstraße 22 Lage      | 18. Jahrhundert          | Fachwerkhaus, teilweise massiv, 18. Jahrhundert; aus Denkmalliste gelöscht                                              | BW   |
| Wohnhaus    | Eller, Brunnenstraße 19 Lage   | 16. Jahrhundert          | Schildgiebelbau, wohl aus dem 16. Jahrhundert; aus Denkmalliste gelöscht                                                | BW   |
| Wohnhaus    | Eller, Brunnenstraße 20 Lage   | 18. Jahrhundert          | Fachwerkhaus, teilweise massiv, 18. Jahrhundert; aus Denkmalliste gelöscht                                              | BW   |
| Wohnhaus    | Eller, Brunnenstraße 26 Lage   | 16. Jahrhundert          | Fachwerkhaus, teilweise massiv, Krüppelwalmdach, 16. Jahrhundert; aus Denkmalliste gelöscht                             | BW   |